# Meo (entreprise)
Pour les articles homonymes, voir Méo.
 (mars 2018).

MEO - Serviços de Comunicações e Multimédia (anciennement Telecomunicações Móveis Nacionais ou TMN ) a été créé le 22 mars 1991 et est l'opérateur de télécommunications mobiles du groupe Altice Portugal (anciennement Portugal Telecom). 
Meo est surtout connu pour son service de télévision payante (par satellite, par ADSL ou fibre) et de téléphonie mobile, mais propose aussi des offres de téléphonie fixe et d'accès à Internet par l'ADSL ou la fibre optique.
Vodafone Portugal et NOS sont ses deux concurrents historiques.

## Histoire

Ancien logo

Le service Meo est apparu à la suite de la séparation de PT Multimédia (aujourd'hui NOS) au groupe Portugal Telecom (aujourd’hui Altice Portugal) en juin 2007.
À la différence du service TV Cabo, détenu par PT Multimédia, qui propose son service de TV par câble coaxial (mais aussi par satellite), Meo fournit de la télévision par le biais des lignes téléphoniques ou fibre optique.
En août 2011, Portugal Telecom a annoncé avoir atteint les 919 000 clients, contre plus de 702 000 clients en août 2009.
Meo Go, une application qui permet de regarder la télévision sur tablette, mobile et ordinateur est lancée en août 2012. L'application est lancée sur Windows 8 en octobre 2012.
En janvier 2014, la marque TMN disparaît pour qu'il n'y ait plus qu'une seule marque : MEO. Dès lors, Meo devient un opérateur de téléphonie mobile.
Le 2 juin 2015, Altice rachète Portugal Telecom, et donc MEO.

## Offre

### Par ADSL & Fibre
Meo est un des principaux opérateurs de packs triple play, aux côtés de NOS, Optimus Clix ou Vodafone. Concrètement, Meo distribue un service de télévision IPTV avec un nombre de chaînes variable suivant les offres, qui va de 80 chaînes de base à 150 chaînes.
En plus de la télévision, Meo propose aussi de la téléphonie illimitée vers les numéros fixes portugais et en soirée (de 20 h à 9 h) vers les téléphones fixes de plus de 30 pays. Enfin, Meo est aussi un fournisseur d'accès à internet.

### Meo satélite
Le service Meo Satélite est le service de télévision payante par satellite de Meo. Meo est, avec ZON TV (ex-TV Cabo et aujourd'hui NOS), l'une des seules entreprises portugaises de télévision payante par satellite, qui est un gros marché au Portugal.